# Ryoma Anraku
Ryoma Anraku (jap. 安楽龍馬 Anraku Ryoma; ur. 14 czerwca 1999) – japoński zapaśnik walczący w stylu wolnym. Brązowy medalista mistrzostw Azji w 2023. Szósty w Pucharze Świata w 2022. Mistrz Azji juniorów w 2017. Trzeci na MŚ U-23 w 2022 roku.